# Cape Jourimain
Cape Jourimain é uma área que compreende duas ilhas e uma parte do continente ao longo da costa sudoeste do Estreito de Northumberland, a três quilômetros a oeste do ponto mais ao leste de New Brunswick, em Cape Tormentine.